# Friedrich Funk (Politiker, 1900)
Friedrich Jakob Funk (* 3. Oktober 1900 in Neuses am Sand; † 5. August 1963 in Volkach) war ein deutscher Politiker der CSU.
Funk, der evangelischer Konfession war, war im Ersten Weltkrieg trotz seines jungen Alters Soldat. Anschließend studierte er Landwirtschaft in München und Hohenheim und beendete das Studium als Diplom-Landwirt. Er war Mitglied des Corps Germania Hohenheim. 1932 übernahm er den elterlichen Pachthof in Neuses am Sand, den er 1936 erwarb. Zum 1. Mai 1933 trat er in die NSDAP ein (Mitgliedsnummer 3.148.112).
Friedrich Funk wurde 1948 als parteiloser Kandidat in den Kreistag des Landkreises Gerolzhofen gewählt. Er trat 1949 nach seiner Aufstellung als Bundestagskandidat der CSU bei und gehörte dem Deutschen Bundestag seit dessen erster Wahl 1949 bis zu seinem Tode 1963 an. Er wurde im Wahlkreis Schweinfurt stets direkt ins Parlament gewählt. 1953 bis 1957 war er stellvertretender Vorsitzender der CSU-Landesgruppe in der CDU/CSU-Fraktion. Von 1957 bis zu seinem Tode war er stellvertretender Vorsitzender des Petitionsausschusses des Bundestages.
Am 17. Mai 1963 war er mit dem Bayerischen Verdienstorden ausgezeichnet worden.